# Тіберіу Гіоане
Тібе́ріу Гіоа́не (рум. Tiberiu Ghioane, *18 червня 1981) — румунський футболіст, колишній півзахисник «Динамо» (Київ).

## Біографія
Тіберіу Гіоане народився в Тиргу-Секуєск 18.06.1981. З 7 років почав займатись футболом в команді I.C.I.M. Брашов. У 1996 став чемпіоном серед юніорів і його запросили до ФК Брашов. В першому дивізіоні Чемпіонату Румунії дебютував 02.10.1999 в матчі "Рапід" Бухарест - ФК Брашов.
Його батько працював далекобійником і зник безвісти в Австрії, коли хлопцеві було 10 років. Пошуки нічого не дали і Тіберіу гостро переживав втрату батька.
У 1999 зіграв 1 матч за ФК Брашов, перейшов в "Рапід" Бухарест, звідки повернувся до Брашова в клуб "Тракторул".
З 2001 - гравець київського «Динамо». Номінально опорний напівзахисник, хоча грав на всіх позиціях в центрі поля, а також правого захисника і навіть ліберо (вільний захисник).
3 лютого 2005 року у Тіберіу стався мікро церебральний тромбоз, що повторювався у часі, через що Тібі почав вести себе дивно. Після цього і аж до сезону 2008-2009, він відіграв лише у двох матчах за першу команду «Динамо», у якій до того він був ключовим гравцем. За тим він продовжив професійні тренування і зрідка грав за другу команду «Динамо» Київ (хоча деякі лікарі порадили йому взагалі кинути кар'єру футболіста). Пізніше відновив свою колишню форму, і успішно грав за першу команду. Його знову почали запрошувати грати за збірну Румунії.

## Досягнення
- Чемпіон України 2003, 2004, 2007, 2009
- Володар Кубка України 2003, 2005, 2007
- Володар Кубка Першого каналу 2008